# Nuoto ai Giochi della XXXIII Olimpiade - 200 metri dorso femminili
La gara di nuoto dei 200 metri dorso femminili dei Giochi della XXXIII Olimpiade di Parigi è stata disputata tra l'1 e il 2 agosto 2024 presso l'Olympic Aquatics Centre alla Paris La Défense Arena.

## Record
Prima della competizione il record del mondo e il record olimpico erano i seguenti:
| Record mondiale | 2'03"35 | Kaylee McKeown Australia   | 10 marzo 2023 Sydney, Australia   |
| Record olimpico | 2'04"06 | Missy Franklin Stati Uniti | 3 agosto 2012 Londra, Regno Unito |

## Programma
| Data          | Ora (UTC+1) | Turno      |
| ------------- | ----------- | ---------- |
| 1 agosto 2024 | 11:00       | Batterie   |
| 1 agosto 2024 | 21:19       | Semifinali |
| 2 agosto 2024 | 20:36       | Finale     |

## Risultati

### Batterie
| Pos. | Batteria | Corsia | Atleta                | Nazionalità                 | Tempo   | Note |
| ---- | -------- | ------ | --------------------- | --------------------------- | ------- | ---- |
| 1    | 3        | 5      | Peng Xuwei            | Cina                        | 2'08"29 | Q    |
| 2    | 2        | 4      | Kylie Masse           | Canada                      | 2'08"54 | Q    |
| 3    | 4        | 4      | Kaylee McKeown        | Australia                   | 2'08"89 | Q    |
| 4    | 4        | 5      | Phoebe Bacon          | Stati Uniti                 | 2'09"00 | Q    |
| 5    | 2        | 3      | Honey Osrin           | Gran Bretagna               | 2'09"57 | Q    |
| 6    | 3        | 4      | Regan Smith           | Stati Uniti                 | 2'09"61 | Q    |
| 7    | 3        | 7      | Anastasija Škurdaj    | Atleti Individuali Neutrali | 2'09"64 | Q    |
| 8    | 4        | 6      | Emma Terebo           | Francia                     | 2'09"66 | Q    |
| 9    | 2        | 6      | Eszter Szabó-Feltóthy | Ungheria                    | 2'09"72 | Q    |
| 10   | 4        | 8      | Lee Eun-ji            | Corea del Sud               | 2'09"88 | Q    |
| 11   | 4        | 3      | Katie Shanahan        | Gran Bretagna               | 2'09"92 | Q    |
| 12   | 4        | 2      | Carmen Weiler         | Spagna                      | 2'10"09 | Q    |
| 13   | 3        | 6      | Anastasia Gorbenko    | Israele                     | 2'10"29 | Q    |
| 14   | 4        | 1      | Pauline Mahieu        | Francia                     | 2'10"30 | Q    |
| 15   | 2        | 7      | África Zamorano       | Spagna                      | 2'10"40 | Q    |
| 16   | 4        | 7      | Dóra Molnár           | Ungheria                    | 2'10"51 | Q    |
| 17   | 2        | 5      | Jaclyn Barclay        | Australia                   | 2'10"53 |      |
| 18   | 2        | 1      | Aviv Barzelay         | Israele                     | 2'10"71 |      |
| 19   | 3        | 2      | Camila Rebelo         | Portogallo                  | 2'11"26 |      |
| 20   | 3        | 3      | Margherita Panziera   | Italia                      | 2'11"60 |      |
| 21   | 2        | 8      | Gabriela Georgieva    | Bulgaria                    | 2'12"15 |      |
| 22   | 3        | 1      | Regan Rathwell        | Canada                      | 2'12"21 |      |
| 23   | 1        | 5      | Tatiana Salcuțan      | Moldavia                    | 2'13"20 |      |
| 24   | 3        | 8      | Adela Piskorska       | Polonia                     | 2'13"39 |      |
| 25   | 2        | 2      | Laura Bernat          | Polonia                     | 2'14"57 |      |
| 26   | 1        | 4      | Cindy Cheung          | Hong Kong                   | 2'17"32 |      |
| 27   | 1        | 3      | Anishta Teeluck       | Mauritius                   | 2'18"67 |      |

### Semifinali
| Pos. | Batteria | Corsia | Atleta                | Nazionalità                 | Tempo   | Note |
| ---- | -------- | ------ | --------------------- | --------------------------- | ------- | ---- |
| 1    | 1        | 5      | Phoebe Bacon          | Stati Uniti                 | 2'07"32 | Q    |
| 2    | 2        | 5      | Kaylee McKeown        | Australia                   | 2'07"57 | Q    |
| 3    | 2        | 3      | Honey Osrin           | Gran Bretagna               | 2'07"84 | Q    |
| 4    | 2        | 4      | Peng Xuwei            | Cina                        | 2'07"86 | Q    |
| 5    | 1        | 4      | Kylie Masse           | Canada                      | 2'07"92 | Q    |
| 6    | 1        | 3      | Regan Smith           | Stati Uniti                 | 2'08"14 | Q    |
| 7    | 2        | 7      | Katie Shanahan        | Gran Bretagna               | 2'08"52 | Q    |
| 8    | 2        | 6      | Anastasija Škurdaj    | Atleti Individuali Neutrali | 2'08"79 | Q    |
| 9    | 1        | 6      | Emma Terebo           | Francia                     | 2'09"38 |      |
| 10   | 2        | 2      | Eszter Szabó-Feltóthy | Ungheria                    | 2'09"41 |      |
| 11   | 1        | 1      | Pauline Mahieu        | Francia                     | 2'09"56 |      |
| 12   | 1        | 8      | Dóra Molnár           | Ungheria                    | 2'09"83 |      |
| 13   | 1        | 7      | Carmen Weiler         | Spagna                      | 2'09"99 |      |
| 14   | 2        | 8      | África Zamorano       | Spagna                      | 2'10"63 |      |
| 15   | 1        | 2      | Lee Eun-ji            | Corea del Sud               | 2'11"86 |      |
| 16   | 2        | 1      | Anastasia Gorbenko    | Israele                     | 2'11"96 |      |

### Finale
| Pos.    | Corsia | Atleta             | Nazionalità                 | Tempo   | Note |
| ------- | ------ | ------------------ | --------------------------- | ------- | ---- |
| Oro     | 5      | Kaylee McKeown     | Australia                   | 2'03"73 |      |
| Argento | 7      | Regan Smith        | Stati Uniti                 | 2'04"26 |      |
| Bronzo  | 2      | Kylie Masse        | Canada                      | 2'05"57 |      |
| 4       | 4      | Phoebe Bacon       | Stati Uniti                 | 2'05"61 |      |
| 5       | 1      | Katie Shanahan     | Gran Bretagna               | 2'07"53 |      |
| 6       | 6      | Xuwei Peng         | Cina                        | 2'07"96 |      |
| 7       | 3      | Honey Osrin        | Gran Bretagna               | 2'08"16 |      |
| 8       | 8      | Anastasija Škurdaj | Atleti Individuali Neutrali | 2'10"23 |      |